# Lista över ledamöter av Sveriges riksdags första kammare 1947
Ledamöter av Sveriges riksdags första kammare 1947.

## Stockholms stad
(mandatperiod 1946-1953)
- Karl Wistrand, direktör, h
- Ebon Andersson, bibliotekarie, h
- Knut Ewerlöf, direktör, h
- Harald Nordenson, direktör, h
- John Bergvall, f.d. borgarråd, fp
- Erik Englund, aktuarie, fp
- Fredrik Ström, skriftställare, s
- Georg Branting, advokat, s
- Axel Strand, kassör i LO, s
- Ture Nerman, redaktör, s
- Valter Åman, direktör, s
- Ulla Alm, redaktör, s
- Ewald Johannesson, direktör, s
- Gunnar Öhman, sekreterare, k

## Stockholms län och Uppsala län
(mandatperiod 1947-1954)
- Nils Herlitz, professor, h
- Carl Beck-Friis, bruksägare, h
- Gunnar Lodenius, hemmansägare, bf
- Ingrid Osvald, fröken, fp
- Gustav Möller, statsråd, s
- Albert Forslund, f.d. LO-ordförande, s, f. 1881
- Carl Primus Wahlmark, typograf, s, f. 1883
- Laur Franzon, köpman, s
- Fritjof Thun, poststationsföreståndare, s
- Einar Eriksson, ombudsman, s

## Södermanlands och Västmanlands län
(mandatperiod 1940-1947)
- Gunnar Andersson i Rossvik, agronom, h, f. 1901
- Erik von Heland, godsägare, bf
- Thorwald Bergquist, statsråd, f
- Anders Johan Bärg, förrådsförman, s
- Gustav Fahlander, folkskoleinspektör, s
- David Norman, folkskollärare, s, f. 1887
- Carl Dahlström, smed, s, f. 1877
- Iwar Anderson, kontorist, s, f. 1883
- Gustaf Widner i Kolsva, f.d. lantarbetare, s

## Östergötlands län med Norrköpings stad
(mandatperiod 1941-1948)
- Josef Hagman i Linköping, egnahemsdirektör, h
- Ivar Anderson, redaktör, h, f. 1891
- Karl Allan Westman, lantbrukare, bf, f. 1883
- Oscar Olsson, f.d. lektor, s, f. 1877
- Gottfrid Karlsson, lokomotivförare, s
- Frans Ericson, f.d. smältsmed, s
- Bengt Elmgren, överlärare, s

## Jönköpings län
(mandatperiod 1942-1949)
- Olof Löthner, hovrättsråd, h
- Gustaf Andersson i Södergård, hemmansägare, bf, f. 1890
- Eskil Albertsson, lantbrukare, f, f. 1880
- Ivan Pauli, lektor, s
- Gustaf Heüman, mätaravläsare, s
- John Sandberg, överlärare, s

## Kronobergs och Hallands län
(mandatperiod 1943-1950)
- Johan Bernhard Johansson, lantbrukare, h
- Ivar Ekströmer, bruksägare, h
- Gärda Svensson, fru, bf
- Vilmar Ljungdahl, egnahemsdirektör, bf, f. 1892
- Gustaf Rosander, direktör, s
- Sven Larsson, f.d. föreståndare, s
- Axel Gjöres, statsråd, s

## Kalmar län och Gotlands län
(mandatperiod 1944-1951)
- Axel Mannerskantz, godsägare, h
- Carl Sundberg, bruksdisponent, h
- Petrus Gränebo, lantbrukare, bf
- Arthur Heiding, lantbrukare, bf
- Ruben Wagnsson, undervisningsråd, s
- Karl Fredrik Söderdahl i Visby, möbelsnickare, s, f. 1882
- Lars Lindén, kommunalborgmästare, s

## Blekinge län och Kristianstads län
(mandatperiod 1940-1947)
- Johan Nilsson i Skottlandshus, f.d. landshövding, h, f. 1873
- Gustaf Elofsson, lantbrukare, bf
- Karl Persson, småbrukare, bf, f. 1894
- Emil Petersson, direktör, fp
- William Linder, f.d. borgmästare, s
- Robert Berg, stuveriarbetere, s, f. 1877
- Nils Elowsson, redaktör, s
- A.W. Ohlsson i Järestad, träarbetare, s, f. 1895
- Ragnar Rosenberg, fabrikör, s, f. 1897

## Malmöhus län
(mandatperiod 1937-1944)
- Lennart Bondeson, agronom, h
- Ernst Wehtje, direktör, h
- Axel Löfvander, lantbrukare, bf
- Ivar Persson, agronom, bf
- Alfred Andersson i Bussjö, lantbrukare, s, f. 1881
- Edwin Berling, målarmästare, s, f. 1881
- Rudolf Anderberg, stationsmästare, s
- Anton Sjö, kassör, s
- Axel Leander, linjearbetare, s, f. 1888
- Emil Ahlkvist, cementgjutare, s, f. 1899
- Axel Uhlén, redaktör, s
- Tage Erlander, statsråd, s

## Göteborgs stad
(mandatperiod 1943-1950)
- Eric Ericsson, direktör, h
- S.E. Wetter, konteramiral, fp
- Rickard Lindström, journalist, s
- Edgar Sjödahl, lektor, s
- Henry Johansson, direktör, s
- Anna Sjöström-Bengtsson, fru, småskollärarinna, s
- Nils Holmberg, redaktör, k

## Göteborgs och Bohus län
(mandatperiod 1942-1949)
- Erik Arrhén, lektor, h, f. 1899
- John Gustavson, hemmansägare, bf, f. 1890
- Gustaf Karlsson i Munkedal, lokalredaktör, s, f. 1889
- Karl Andersson i Rixö, stenhuggare, s, f. 1889
- Oscar Mattsson, poststationsföreståndare, s

## Älvsborgs län
(mandatperiod 1942-1949)
- Georg Andrén, professor, h
- Johan Friggeråker (tidigare Johansson), lantbrukare, bf, f. 1872
- Bror Nilsson, egnahemsdirektör, bf, f. 1888
- John Björck handelsträdgårdsmästare, f, f. 1881
- Edvard Björnsson, lektor, s, f. 1878
- K.J. Olsson, chef för arbetsmarknadskommissionen, s, f. 1893
- Knut Hesselbom, driftsingenjör, s
- Gunnar Sträng, statsråd, s

## Skaraborgs län
(mandatperiod 1944-1951)
- Fritiof Domö, jordbrukare, h
- K.E. Johansson, lantbrukare, h, f. 1876
- Gustav Hallagård, lantbrukare, bf, f. 1880
- Sten Wahlund, professor, bf
- Birger Andersson, redaktör, s
- Justus Lindgren, småbrukare, s

## Värmlands län
(mandatperiod 1942-1949)
- Gustav Björkman, förvaltare, h
- Åke Holmbäck, professor, f
- Karl Schlyter, häradshövding, s, f. 1879
- John Sandén, redaktör, s, f. 1867
- Östen Undén, utrikesminister, s
- Albert Ramberg, glasbruksarbetare, s

## Örebro län
(mandatperiod 1943-1950)
- Gustaf Sundelin, lantbrukare, fp
- Harald Åkerberg, redaktör, s, f. 1883
- Fritjof Ekman, ombudsman, s
- Robert Krügel, landsfiskal, s
- Eric Ericson, kommunalborgmästare, s, f. 1888

## Kopparbergs län
(mandatperiod 1944-1951)
- Jones Erik Andersson, hemmansägare, bf
- Erik Lindblom, direktör, fp
- Gunnar Myrdal, statsråd, s
- Einar Persson, skogsarbetare, s
- Sven Boman, järnbruksarbetare, s
- Anders Sundvik, kassör, s

## Gävleborgs län
(mandatperiod 1945-1952)
- Bernhard Näsgård, lantbrukare, bf
- Elon Andersson, redaktör, f
- Rickard Sandler, landshövding, s
- Carl Eriksson i Ljusdal, möbelhandlare, s, f. 1881
- Hemming Sten, redaktör, s
- Jon Jonsson i Fjäle, hemmansägare, s

## Västernorrlands län och Jämtlands län
(mandatperiod 1941-1948)
- Gustaf Velander, rådman, h, f. 1884
- Leonard Tjällgren, hemmansägare, överrevisor, bf
- Wilhelm Annér, direktör, fp
- Hjalmar Nilsson, förman, s, f. 1904
- Emil Näsström, fattigvårdsordförande,  s
- Verner Söderkvist, överlärare, s, f. 1885
- Sven Edin, hemmansägare, s
- Per Olofsson, fjärdingsman, s
- Anselm Gillström, redaktör, s

## Västerbottens län och Norrbottens län
(mandatperiod 1947-1954)
- Ragnar Bergh, folkskoleinspektör, h
- Per Lundgren, lasarettsläkare, h
- Lars Andersson i Överkalix, hemmansägare, bf
- Per Näslund, hemmansägare, f
- Ernst Hage, f.d. distriktskamrer, s
- Karl Johansson i Vännäs, f.d. lokomotivförare, s, f. 1881
- Lage Svedberg, småbrukare, s
- Jakob Grym, kronojägare, s
- Hugo Sundberg, hemmansägare, s
- Sven Linderot, redaktör, k